# Karpos von Antiochia
Karpos von Antiochia war ein antiker griechischer Astronom und Mathematiker des 1. oder 2. Jahrhunderts n. Chr.
Er verfasste ein heute verlorenes Werk (Astrologike pragmateia), das bei Proklos zitiert wird. Dort behauptet er den Vorrang der visuellen Evidenz von Konstruktionen gegenüber der formalen Ableitung von Lehrsätzen. Da er dort auch Mechaniker (altgriechisch Μηχανικὀς) genannt wird, kann angenommen werden, dass er sich mit der Konstruktion astronomischer Instrumente beschäftigte.
Darüber hinaus befasste er sich mit der Quadratur des Kreises. Seine Konstruktionen sind nicht mehr nachvollziehbar, ähneln jedoch der Quadratrix des Hippias und der Spirale des Archimedes.